# Kniha Ester

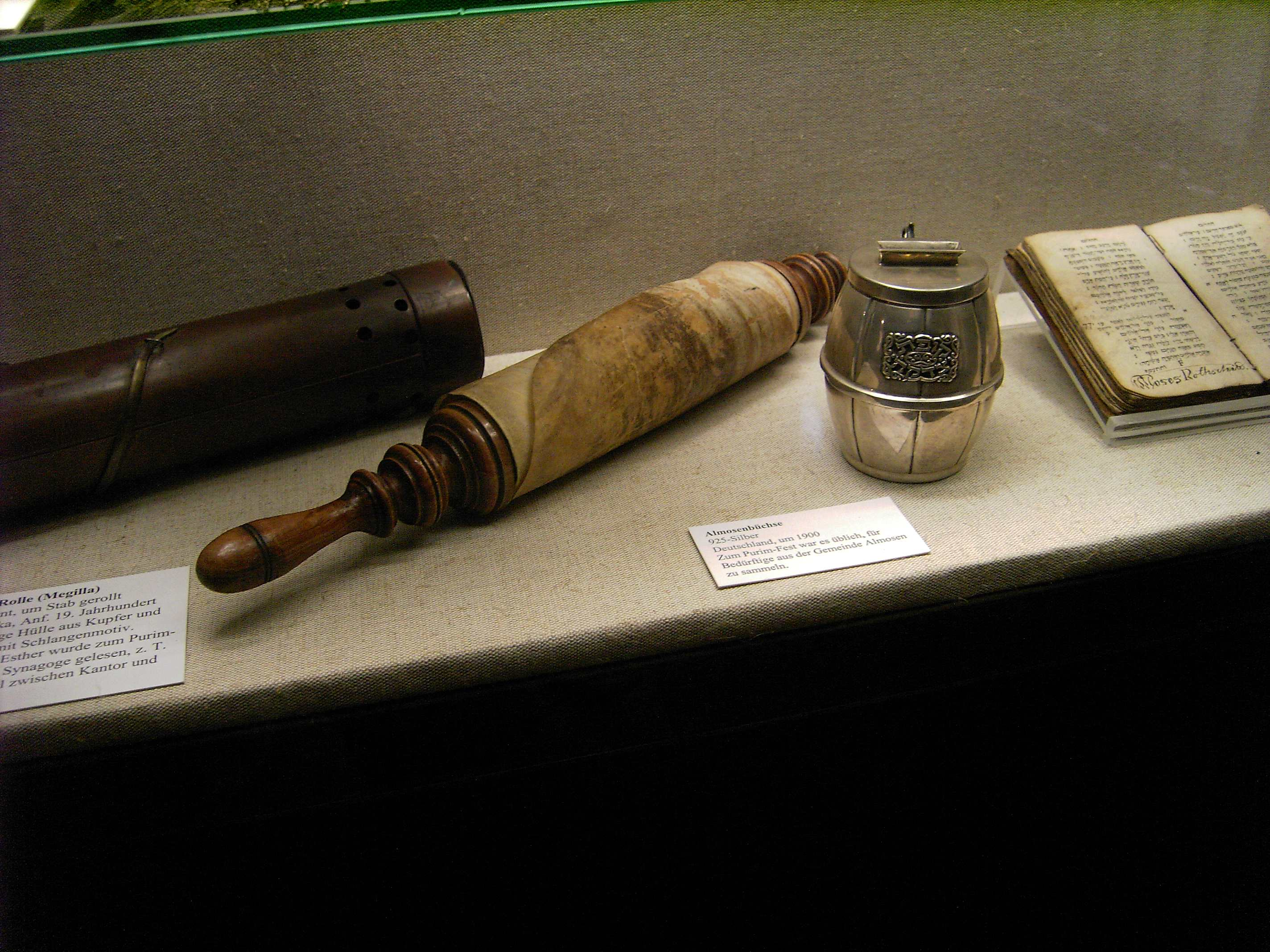
Svitek Knihy Ester (מגילת אסתר), Muzeum v Göttingenu

Kniha Ester (hebrejsky מגילת אסתר‎, megilat Ester, doslova „svitek Ester“) je jedna ze starozákonních knih. Židé ji řadí mezi Spisy, konkrétně mezi megilot, sváteční svitky. Křesťané ji zařazují mezi knihy dějepisné. Vypráví o tom, jak Židovka jménem Ester, která se stala královnou v Perské říši, zachránila svůj lid od pogromu. Události v knize se připomínají při veselém židovském svátku Purim.

## Textové verze a datace
Kniha Ester existuje v několika textových verzích, z nichž jsou nejvýznamnější tři:
- Hebrejský text, nejkratší ze všech a většinou považovaný za původní, nejstarší verzi.
- Řecký text A, obohacený o několik dodatků a doplňků. Možná jde i o překlad jiné starší předlohy, než je tento dochovaný hebrejský text.
- Řecký text B, celkem přesný překlad původního hebrejského textu. Nachází se v Septuagintě.

Hebrejský text je přijímán židovským a protestantským kánonem. Když svatý Jeroným překládal Bibli do latiny (tzv. Vulgáta), přeložil kromě řeckého textu i ty úryvky, které se nacházely v řeckém textu „A“ a připojil je jako dodatky na konec knihy. Jako součást Vulgáty se pak tyto texty staly i součástí katolického kánonu.
Přijetí knihy Ester do kánonu však nebylo snadné. Jelikož hebrejská verze neobsahuje žádné zmínky o Bohu, nebyla mnohými považována za součást písem. Nakonec se však do hebrejského kánonu dostala. Avšak např. mezi kumránskými svitky se nenachází ani jeden zlomek jejího textu.
Jádro knihy (hebrejského textu) se datuje obvykle do 5. století př. n. l. Řecké verze jsou o něco mladší, řecké dodatky v textu A pocházejí z 2. století př. n. l., jak vyplývá z datace na konci knihy.

## Obsah knihy

### Achašverošova hostina

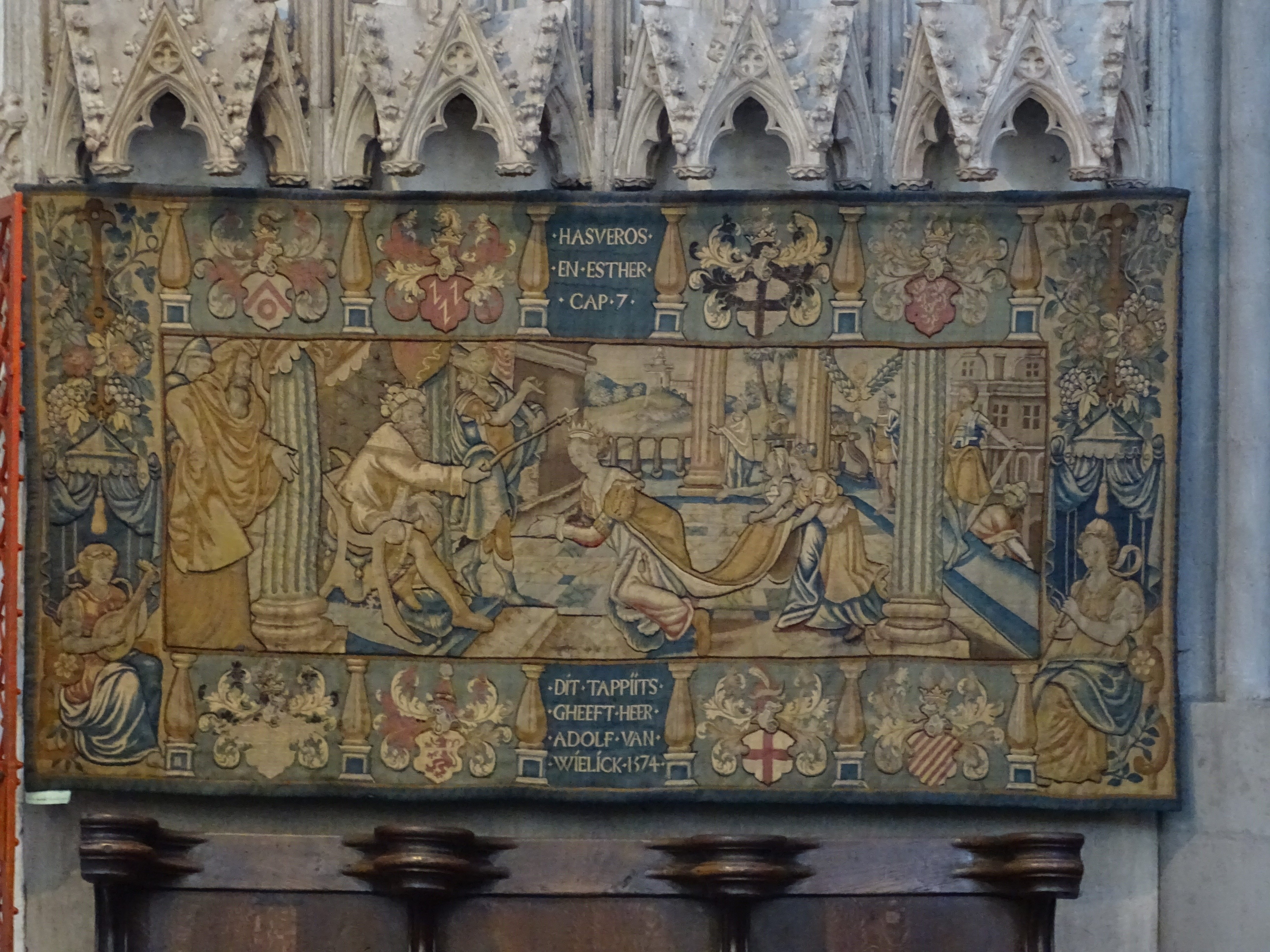
Achašveróš přijímá Ester za královnu, tapisérie, 16. století, dóm v Xantenu

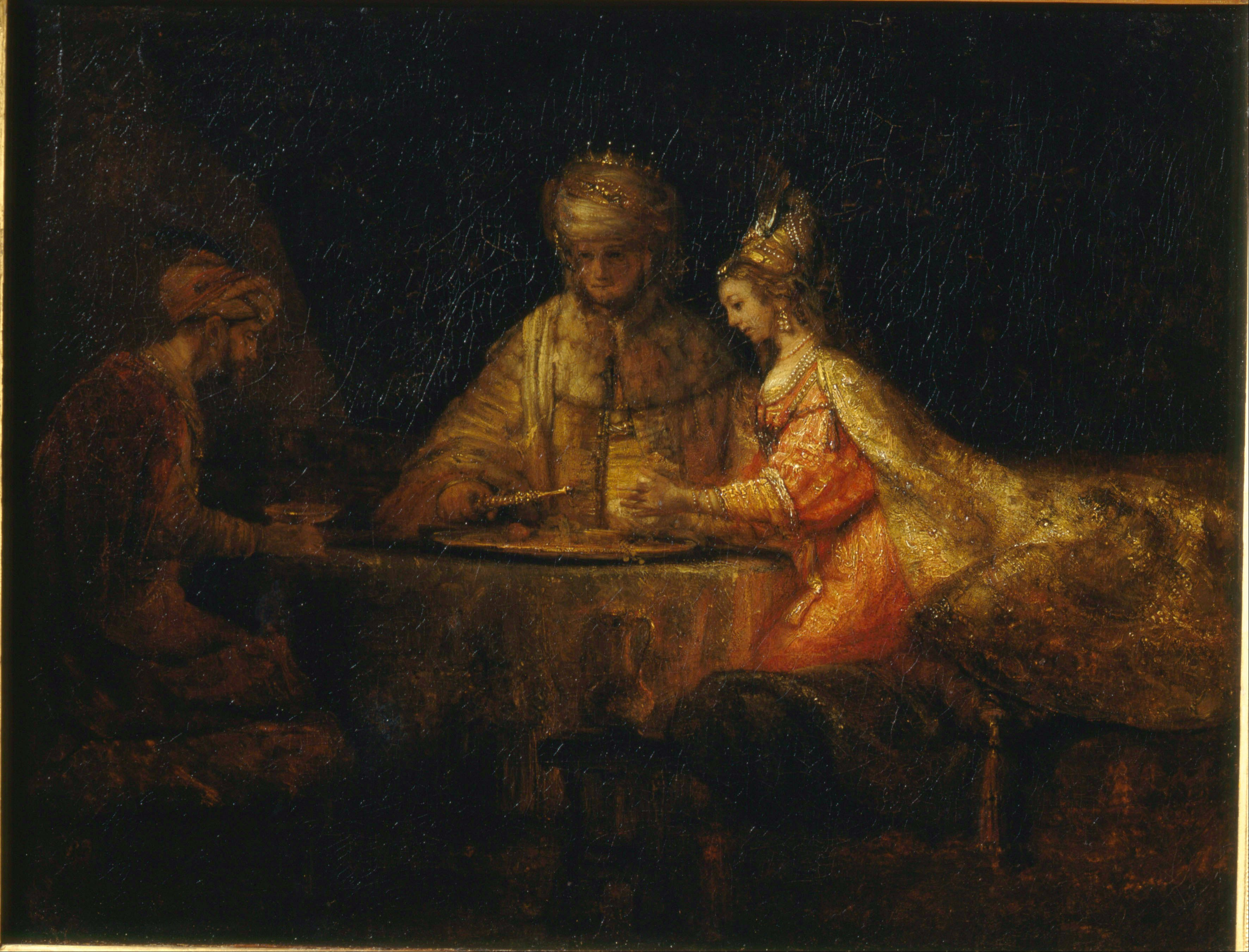
Rembrandt: Achašveroš, Haman a Ester při hostině, (1660), Puškinovo muzeum Moskva

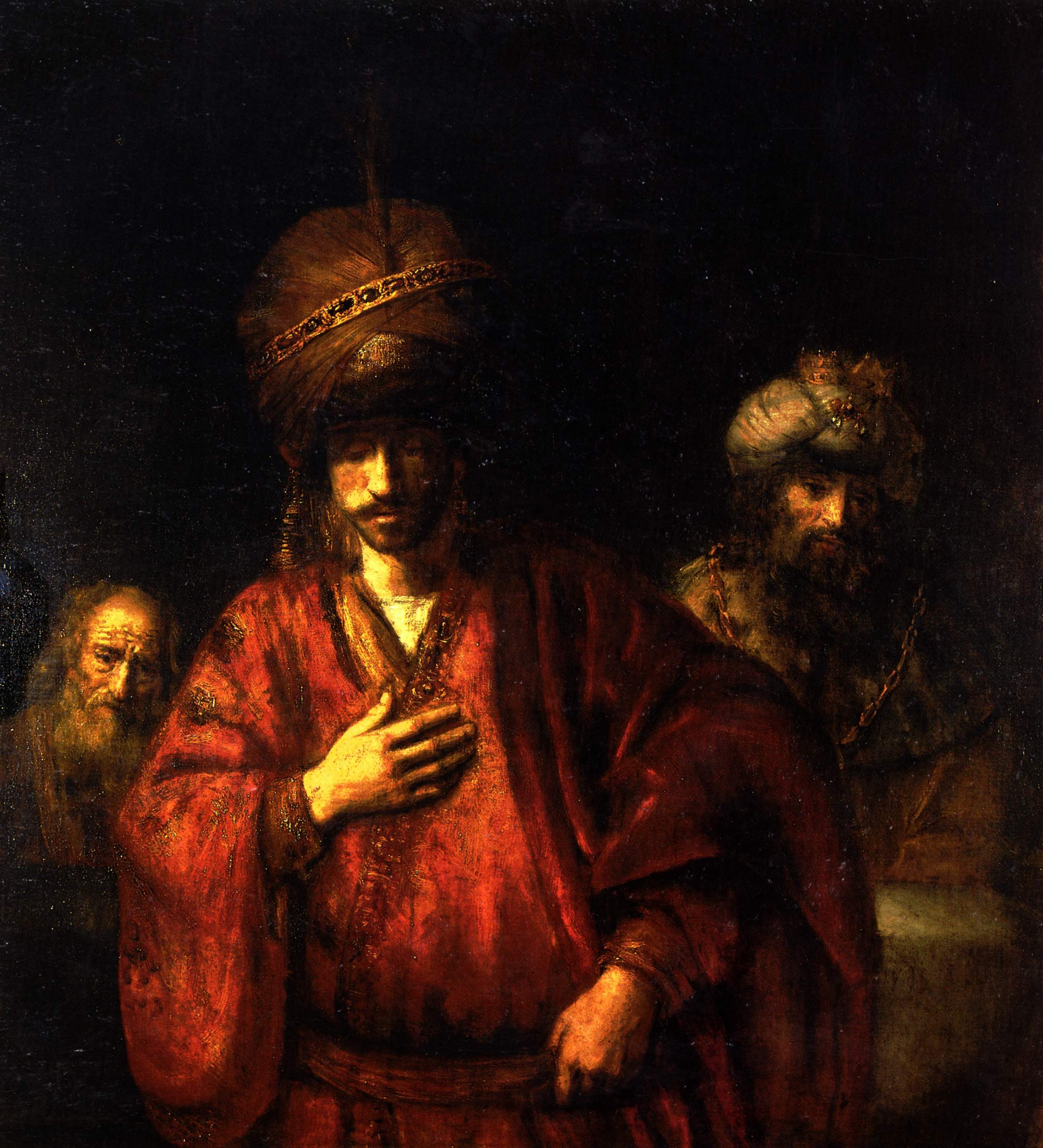
Rembrandt: Haman přiznává svou vinu (1665)

Perský král Achašveróš (v kralickém překladu Asverus), jenž je zpravidla ztotožňovaný s Xerxem I., případně Artaxerxem II., pořádal velikou oslavu k výročí své vlády, kam sezval spoustu významných osobností té doby. Hodně se hodovalo a pilo a král, značně opilý, poslal pro svou ženu, královnu Vašti, ať za ním přijde (patrně nahá), aby všichni viděli, jakou mají krásnou královnu. To ovšem královna odmítla, a tak byla na králův rozkaz zbavena trůnu.

### Ester královnou
Po čase král vyslal posly po celé své říši, aby mu přivedli kandidátky na novou královnu. Poslové vyhledali a přivedli krásné ženy z celého království, mezi jinými i Židovku Ester, neteř a zároveň adoptivní dceru strážce královského paláce Mordechaje. Král byl její krásou unesen a Ester se stala královnou. Na Mordechajovu radu však králi neprozradila svůj původ ani vztah k Mordechajovi.

### Hamanův plán na záhubu Židů
Jednou Mordechaj náhodou vyslechl rozhovor dvou mužů, kteří chtěli krále zabít. Vzkázal proto Ester, která krále varovala. Posléze mu prozradila, že jí to řekl Mordechaj. Po čase se stal královým prvním ministrem Haman, který pocházel z Amálekova rodu, dávných nepřátel Izraele. Haman nenáviděl Mordechaje, který se mu odmítal klanět a vzývat ho jako boha, jak činili ostatní. Začal tedy Židy u krále pomlouvat a po čase jej přesvědčil, že by bylo dobré tuto nepoddajnou etnickou skupinu zlikvidovat. Achašveróš k tomu nakonec dal souhlas, protože nevěděl, že jeho žena je Židovka. Haman si vybíral nejvhodnější datum pro vyvraždění Židů metáním losu pur, který mu měl být zjevit správný den pro provedení jeho plánu. Mordechaj se to dozvěděl a vydal se Ester varovat, že Židům hrozí záhuba. Oblékl se do žíněného roucha, na hlavu si vysypal popel a vypravil se do královského paláce. Prostřednictvím jejího sluhy Hatacha vyložil Ester, co se dozvěděl. Královna strýci vzkázala, aby svolal všechny Židy žijící v Súsách a aby se za ni tři dny postili. Ona sama se také se svými služebnými postila. Po třetím dnu se v královském rouchu vydala za Achašveróšem. Podle midraše se tehdy stal zázrak, neboť král Ester přijal, ačkoli předtím vydal rozkaz, že pod hrozbou trestu smrti nechce být rušen. Král se jí zeptal, co si přeje. Ester odvětila, že hostinu, kde by byla ona, král a Haman.

### Esteřina hostina
Na večeři se hodovalo a král se Ester opět zeptal, co by ráda. Na to odpověděla, že ještě jednu takovou večeři ve stejném složení. Haman stále nemohl zapomenout na Mordechajovu troufalost a jeho žena Zereš mu pak navrhla, ať postaví kůl (šibenici), na němž by Mordechaje pověsili. Toho večera král nemohl spát. Četl si proto v Knize letopisů památných událostí a pozastavil se u dvou dvořanů, kteří se pokusili vztáhnout ruku na krále. Služebných se posléze ptal, jak se Mordechajovi odvděčili, a oni odpověděli, že nijak. V tom přišel Haman, který původně chtěl po králi, aby nechal Mordechaje popravit. Achašveróš se ho namísto toho zeptal, co by udělal člověku, kterého si král nanejvýš váží a ctí ho. Haman, domnívaje se, že král mluví o něm, odvětil, že takového člověka by oblékl do královského roucha a posadil na královského koně. Roucho a koně by odevzdal do rukou velmožů, kteří by pak onoho muže oblékli a provedli po městském prostranství. Nato mu král nařídil, aby tedy tuto poctu prokázal Mordechajovi. Haman tak začal Mordechaje nenávidět ještě víc.
Při druhé hostině se Ester přimluvila za svůj lid. Požádala krále, aby jí a jejímu lidu, který má být povražděn a vyhuben, daroval život. Král se otázal, kdo je ten ničema, který chtěl něco takového provést. Na to mu Ester odpověděla, že tím člověkem je jeho první ministr Haman. Rozhořčený Achašveróš vyšel do palácových zahrad, aby se uklidnil. Haman využil příležitosti a pokusil se královnu odprosit. Padl přitom na pohovku, na níž Ester seděla. V tu chvíli se vrátil Achašveróš, a když to uviděl, nechal Hamana pověsit na šibenici, kterou měl připravenou pro Mordechaje.

### Záchrana Židů a ustanovení svátku Purim
Toho dne udělil král Židům svolení k obraně proti pogromu. Mordechaj napsal královým jménem list všem místodržícím a správcům zemí, jimž Achašveróš vládl. Tímto dopisem dával král všem Židům právo, aby se shromáždili a postavili se na obranu svých životů. Opis tohoto listu byl vydán jako zákon všude ve všech krajinách a byl zveřejněn všem národům, aby byli přichystáni vykonat pomstu nad nepřáteli. Dvanáctého dne měsíce adaru se Židé zmocnili těch, kdo je nenáviděli. Židé se shromáždili ve svých městech a všech krajinách, jimž vládl král Achašveróš, a pobili všechny, kteří je chtěli vyhubit.
Mordechaj pak tyto události sepsal a rozeslal dopisy všem Židům ve všech krajinách krále Achašveróše. V nich jim uložil, aby každým rokem slavili čtrnáctého a patnáctého dne měsíce adaru jako památku na dny, v nichž se zbavili svých nepřátel, a na měsíc, který jim přinesl zvrat, místo starosti radost. Aby je slavili radostným hodováním a aby v ten čas posílali jeden druhému dárky a chudým dary.

## Poselství
Kniha reaguje na situaci Židů v diaspoře, mimo jejich vlast, a snaží se vyřešit otázku loajality a chování Židů vůči vrchnosti. Zdůrazňuje povinnost Židů se angažovat a být loajální, až do té míry, dokud jim to umožňuje jejich víra. V případě nebezpečí je vyzdvihnut příklad Ester a Mordechaje, kteří svou poctivostí i nasazením a moudrostí dokázali zvrátit osud celého národa.
Je možné, že kniha byla napsána přímo s úmyslem ospravedlnit a zdůvodnit svátek purim, jehož původ je třeba hledat v Babylonii, ale spojení tohoto svátku a vyprávění je spíše pozdějšího data a druhotné.

## Řecké dodatky
Řecké dodatky, jež jsou přijímány pouze v katolickém kánonu a které se tedy řadí mezi deuterokanonické knihy, se nacházejí v řeckém textu „A“. Jedná se celkem o 6 vsuvek na různých místech, označovaných obvykle písmeny A – F. Snaží se doplnit to, co v knize podle redaktora chybí, a to spojení s Bohem. Vsuvky jsou tedy především modlitby Ester a Mordechaje (C) a Mordechajův apokalyptický sen na začátku (A) a jeho výklad na konci (F). Ostatní texty doplňují vyprávění v různých aspektech.
Řecké dodatky ponechávají děj beze změny, ale zcela a zásadně mění poselství a povahu textu. Zaprvé přenášejí veškerou aktivitu a zodpovědnost z Ester a Mordechaje na Boha. Ester a Mordechaj jsou „jen“ zbožní Židé, kteří veškerou svoji důvěru vkládají v Něho (viz jejich modlitby, dodatek C), a On pro jejich zbožnost jedná za ně. Je to mimo jiné právě Bůh, kdo např. obměkčí srdce Achašveróše, takže Ester přijme, i když přichází mimo předvolání (dodatek D).
Druhým významným rysem je apokalyptika. Situace je popsána černobíle jako boj mezi silami dobra a zla, takže se jednotlivé jemné odstíny povah zachycené v původním textu vytrácejí. Tento boj se odehrává téměř na kosmické úrovni mezi Božím lidem a jeho nepřítelem, kteří jsou v historické skutečnosti zastoupeni Mordechajem a Hamanem. Tento kosmický univerzální nádech dodává textu úvodní Mordechajův sen a jeho výklad na konci knihy. Tyto dva dodatky (A a F) tak tvoří rámec, který otevírá a uzavírá (a tím i interpretuje) celou knihu. Ve svém snu Mordechaj vidí dva draky, jak spolu zápasí (tj. on a Haman), neboť šlo o osud všech spravedlivých (tj. Židů). Z jejich volání k Bohu vzešel pramínek a z něj pak řeka (tj. Ester), která celou situaci zachránila, takže po temnotě a bouři opět nastal slunečný den.
Tyto apokalyptické dodatky tak v podstatě popírají možnost loajálnosti Židů s vládní mocí, naopak nahlížejí na svět značně černobíle, rozlišujíce jasně mezi spravedlivými a jejich nepřáteli a chápajíce jejich boj jako nesmiřitelný zápas mezi silami dobra a zla.

## Hrob
Historickou tradici dokládaji hroby Ester a Mordechaje v íránském Hamadánu.

### Některé české překlady a původní komentáře
- Kniha Ester v řeckých verzích (Septuaginty a alfa-textu). Z řeckého originálu přeložila Veronika Černušková, komentářem opatřil Petr Chalupa. Praha: Vyšehrad, 2016. ISBN 978-80-7429-644-4.
- P. Chalupa, Ester – Skrytý Bůh a statečná židovská dívka. Český ekumenický komentář, sv. 17. Praha: Česká biblická společnost, 2017. ISBN 978-80-7545-037-1.
- ARIEL, Jigal. Příběh knihy Ester. Praha: P3K, 2016. ISBN 978-80-87343-62-3. S. 1-170. Přílohou knihy je souvislý text knihy Ester v hebrejštině a českým překladem Karola Efraima Sidona.
- SIDON, Karol Efraim. Pět svátečních svitků. Praha: Jiří Blažek/Garamond, 2022. ISBN 978-80-906510-6-7/978-80-7407-500-1. S. 143-173. Kniha obsahuje hebrejský text a český překlad tzv. Chameš megilot.